# John C. Ketcham

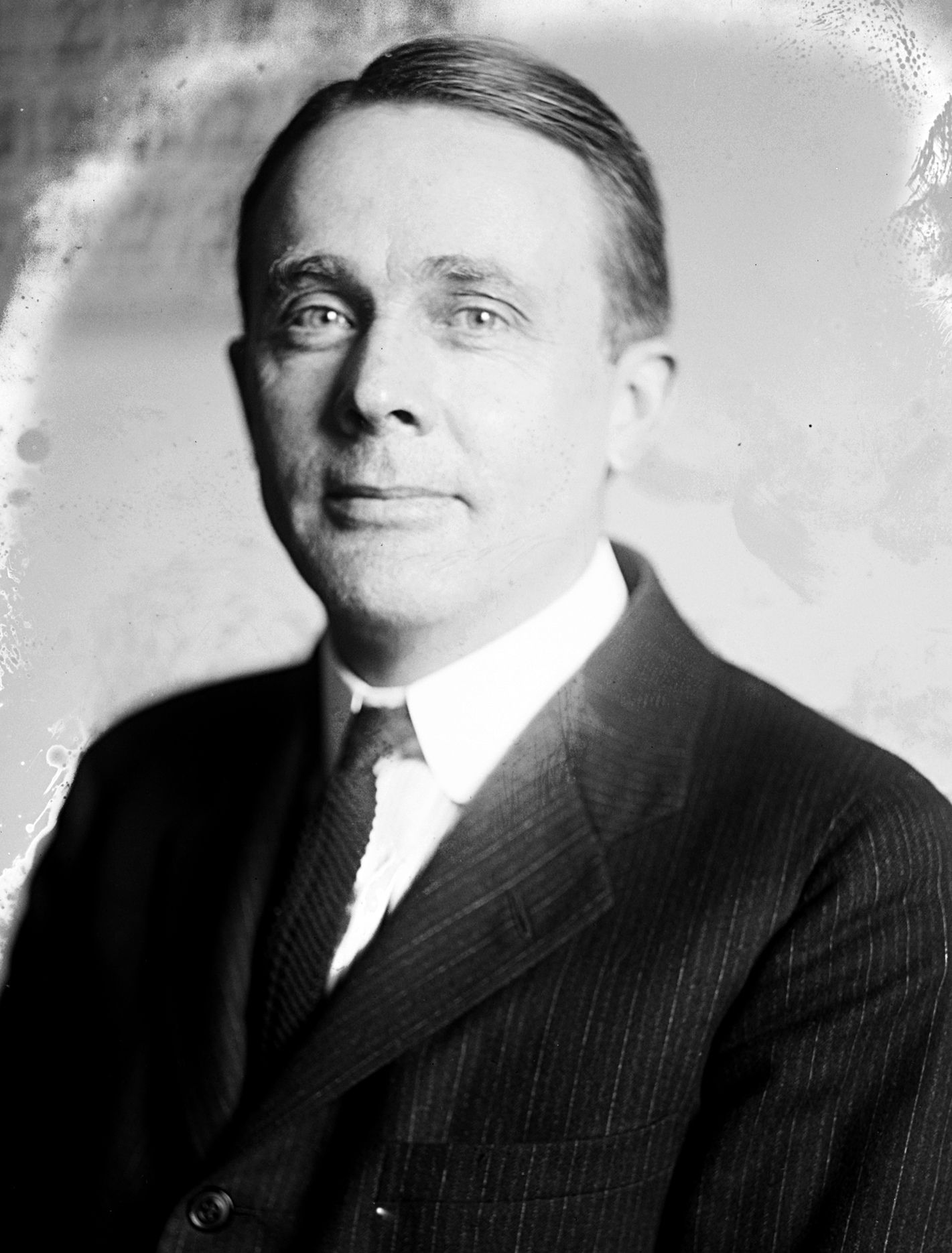
John C. Ketcham

John Clark Ketcham (* 1. Januar 1873 in Toledo, Ohio; † 4. Dezember 1941 in Hastings, Michigan) war ein US-amerikanischer Politiker. Zwischen 1921 und 1933 vertrat er den Bundesstaat Michigan im US-Repräsentantenhaus.

## Werdegang
Noch in seinem Geburtsjahr kam John Ketcham mit seinen Eltern nach Maple Grove in der Nähe von Nashville in Michigan. Er besuchte die öffentlichen Schulen im dortigen Barry County einschließlich der High School in Nashville. Zwischen 1890 und 1899 arbeitete Ketcham als Lehrer; von 1899 bis 1907 war er Schulrat im Barry County. Zwischen 1907 und 1914 fungierte er als Posthalter in Hastings. Politisch war Ketcham Mitglied der Republikanischen Partei. Von 1902 bis 1908 war er deren regionaler Vorsitzender im Barry County. Zwischen 1912 und 1920 leitete Ketcham die Staatsfarm (Michigan State Grange). Dort hielt er auch Vorlesungen ab.
Bei den Kongresswahlen des Jahres 1920 wurde er im vierten Wahlbezirk von Michigan in das US-Repräsentantenhaus in Washington, D.C. gewählt, wo er am 4. März 1921 die Nachfolge von Edward L. Hamilton antrat. Nach fünf Wiederwahlen konnte er bis zum 3. März 1933 sechs Legislaturperioden im Kongress absolvieren. Kurz vor Ablauf seiner letzten Amtszeit wurde dort der 20. Verfassungszusatz verabschiedet. Seit Ende 1929 war auch die Arbeit des Kongresses von den Ereignissen der Weltwirtschaftskrise geprägt. Bei den Wahlen des Jahres 1932 unterlag Ketcham dem Demokraten George Ernest Foulkes. Dieses Wahlergebnis lag im damaligen Bundestrend zu Gunsten der Demokratischen Partei.
Von 1933 bis 1937 war Ketcham Präsident der National Bank of Hastings. Zwischen 1935 und 1937 amtierte er auch als Versicherungsbeauftragter seines Staates. Von 1938 bis zu seinem Tod war er Berater der staatlichen Behörde Counsel for the Michigan Chain Store Bureau. John Ketcham starb am 4. Dezember 1941 in Hastings, wo er auch beigesetzt wurde.